# Tawera Kerr-Barlow
Tawera Narada James Kerr-Barlow (Melbourne, 15 agosto 1990) è un rugbista a 15 neozelandese, mediano di mischia di La Rochelle in Top 14, campione del mondo 2015 con gli All Blacks.

## Biografia
Nato a Melbourne, in Australia, dove la sua famiglia risiedeva per lavoro, crebbe a Darwin fino a 15 anni fino a quando sua madre Gail Kerr, rugbista neozelandese capitano della rappresentativa del Territorio del Nord e internazionale femminile per le Wallaroos, accolse il suo desiderio di studiare in Nuova Zelanda per poter aspirare a rappresentare gli All Blacks: Kerr-Barlow fu quindi mandato ad Hamilton dove compì il resto degli studi superiori.
Da sua madre ereditò il ruolo in campo di mediano di mischia.
A 19 anni debuttò nel campionato provinciale neozelandese per Waikato e, nel 2012, debuttò nella franchise collegata, gli Chiefs, con cui vinse il titolo del Super Rugby di quella stagione; a novembre debuttò negli All Blacks a Edimburgo contro la Scozia e l'anno successivo bissò il titolo di Super Rugby con gli Chiefs.
A luglio 2015 Kerr-Barlow firmò un prolungamento di contratto con gli Chiefs fino a tutto il Super Rugby 2017 e, due mesi più tardi, fu convocato nella rosa neozelandese alla Coppa del Mondo di rugby 2015 in Inghilterra, al termine della quale si laureò campione del mondo.

## Palmarès
- Coppe del mondo: 1
Nuova Zelanda: 2015
- Super Rugby: 2
Chiefs: 2012, 2013
- Champions Cup: 2
La Rochelle: 2021-22, 2022-23